# Gentefied
Gentefied es una serie de televisión estadounidense de comedia y drama creada por Marvin Lemus y Linda Yvette Chávez, que fue estrenada en Netflix el 21 de febrero de 2020. En mayo de 2020, la serie se renovó para una segunda temporada que se estrenó el 10 de noviembre de 2021. La serie es protagonizada por Karrie Martin, Joseph Julian Soria, Carlos Santos y Joaquín Cosío. En enero de 2022, la serie fue cancelada después de dos temporadas.

## Sinopsis
Gentefied sigue la historia de «tres primos mexicoamericanos y su lucha por perseguir el sueño americano, incluso mientras ese mismo sueño amenaza las cosas que más valoran: su vecindario, su abuelo inmigrante y la tienda de tacos de la familia».

## Elenco y personajes

### Principal
- Joaquín Cosío como Casimiro «Pop» Morales, el dueño viudo de «Mama Fina's».
- JJ Soria como Erik Morales, uno de los nietos de «Pop» quien tiene un bebé en camino.
- Karrie Martin como Ana Morales, una de las nietas de «Pop» y artista.
- Carlos Santos como Chris Morales, uno de los nietos de «Pop» y chef.

### Personajes ocasionales
- Julissa Calderón como Yessika Castillo, la novia de Ana, activista local.
- Jaime Álvarez como Javier, un músico local.
- Greg Ellis como Chef Austin, jefe de Chris en «Mangia», quien también es el jefe de chefs.
- Annie Gonzalez como Lidia Solis, la novia embarazada de Erik
- Bianca Melgar como Nayeli Morales, la hermana de Ana, otra de las nietas de «Pop»
- Laura Patalano como Beatriz Morales, la madre de Ana y Nayeli que es costurera.
- Rafael Sigler como Pancho Solis, el padre de Lidia.
- Al Patiño como Chuey.
- Brenda Banda como Norma, una de las empleadas de «Pop».
- Felipe Esparza como Crazy Dave.

### Invitados
- Steve Wilcox como Mr Conner[6]

### Desarrollo
El 6 de febrero de 2019, se anunció que Netflix le había dado a la producción un pedido en serie para una primera temporada de diez episodios. La serie fue creada por Marvin Lemus y Linda Yvette Chávez, quienes aparecen en los créditos como productores ejecutivos junto a Monica Macer, Aaliyah Williams, America Ferrera, Charles D. King, Kim Roth y Teri Weinberg. America Ferrera también dirige dos episodios de la serie. MACRO, Take Fountain y Yellow Brick Road están involucrados en la producción de la serie. La serie se estrenó el 21 de febrero de 2020. El 18 de mayo de 2020, Netflix renovó la serie para una segunda temporada de ocho episodios. El 23 de noviembre de 2020, se anunció que la productora ejecutiva de la serie, Aaliyah Williams, firmó un contrato con CBS Studios. El 13 de enero de 2022, la serie fue cancelada luego de dos temporadas.

### Reparto
En abril de 2019, se anunció que Karrie Martin, Joseph Julian Soria, Carlos Santos y Joaquín Cosio protagonizarían la serie. En mayo de 2019, se informó que Julissa Calderón, Annie González, Laura Patalano, Felipe Esparza, Rafael Sigler, Jaime Álvarez, Bianca Melgar, Michelle Ortiz y Alejandro Patiño fueron elegidos como personajes ocasionales.

## Avance oficial de la serie
El 21 de enero de 2020, Netflix lanzó el avance oficial de la serie.

## Recepción
De acuerdo a Rotten Tomatoes, la serie tiene una calificación de aprobación del 83% basada en 12 revisiones, con una calificación promedio de 7.52 / 10. El consenso en esta página web es que: «Aunque a veces resulte poco contundente, Gentefied ' se centra en la gente y las realidades de quienes han vivido la gentrificación de un modo tan sorprendentemente personal, que es fácil hilarantemente identificable». En Metacritic, tiene un puntaje promedio ponderado de 68 de 100, basado en 8 críticas, lo que indica «revisiones generalmente favorables».